# Nicolae Țaga
Nicolae Țaga (ur. 12 kwietnia 1967 w Avrămești) – rumuński wioślarz, dwukrotny medalista olimpijski z Barcelony.

## Kariera sportowa
Igrzyska w 1992 były jego pierwszą olimpiadą. Triumfował w czwórce ze sternikiem, zajął trzecie miejsce w dwójce. Brał udział – jako członek ósemki – w IO 96. Pięciokrotnie stawał na podium mistrzostw świata, raz zdobywając złoto: w 1993 w czwórce ze sternikiem. Srebrne medale zdobył w dwójce ze sternikiem w 1996 i 2000. W 1998 (ósemka) oraz w 1999 (czwórka ze sternikiem) sięgał po brąz tej imprezy.